# Естадио Роберто Бетега
Естадио „Роберто Бетега“ (на испански: Estadio Roberto Béttega) е футболен стадион в Асунсион, Парагвай. На него играе домакинските си мачове отборът на „Такуари“.
Наречен е на италианския футболист Роберто Бетега. Капацитетът му е 4000 зрители. Размерите на терена са 102 х 69 м.